# Bátaszék
Bátaszék je mesto na Madžarskem, ki upravno spada pod podregijo Szekszárdi Županije Tolna.